# 出流原弁天池
出流原弁天池（いずるはらべんてんいけ）は、栃木県佐野市出流原町（赤見温泉）にある池である。池は1956年（昭和31年）栃木県指定天然記念物に指定されているとともに、池の水源は1985年（昭和60年）、出流原弁天池湧水として名水百選に選定された。

## 概要
佐野市の北域にあたる後山は秩父古生層の石灰岩で形成されており鍾乳洞から、年間を通じ水温は16°C、2400（m3/日）の湧水量の水が湧き出しており、流出した水は料亭の庭の池や養魚場や磯山公園の池に利用されて下流の灌漑用水にも利用されている。

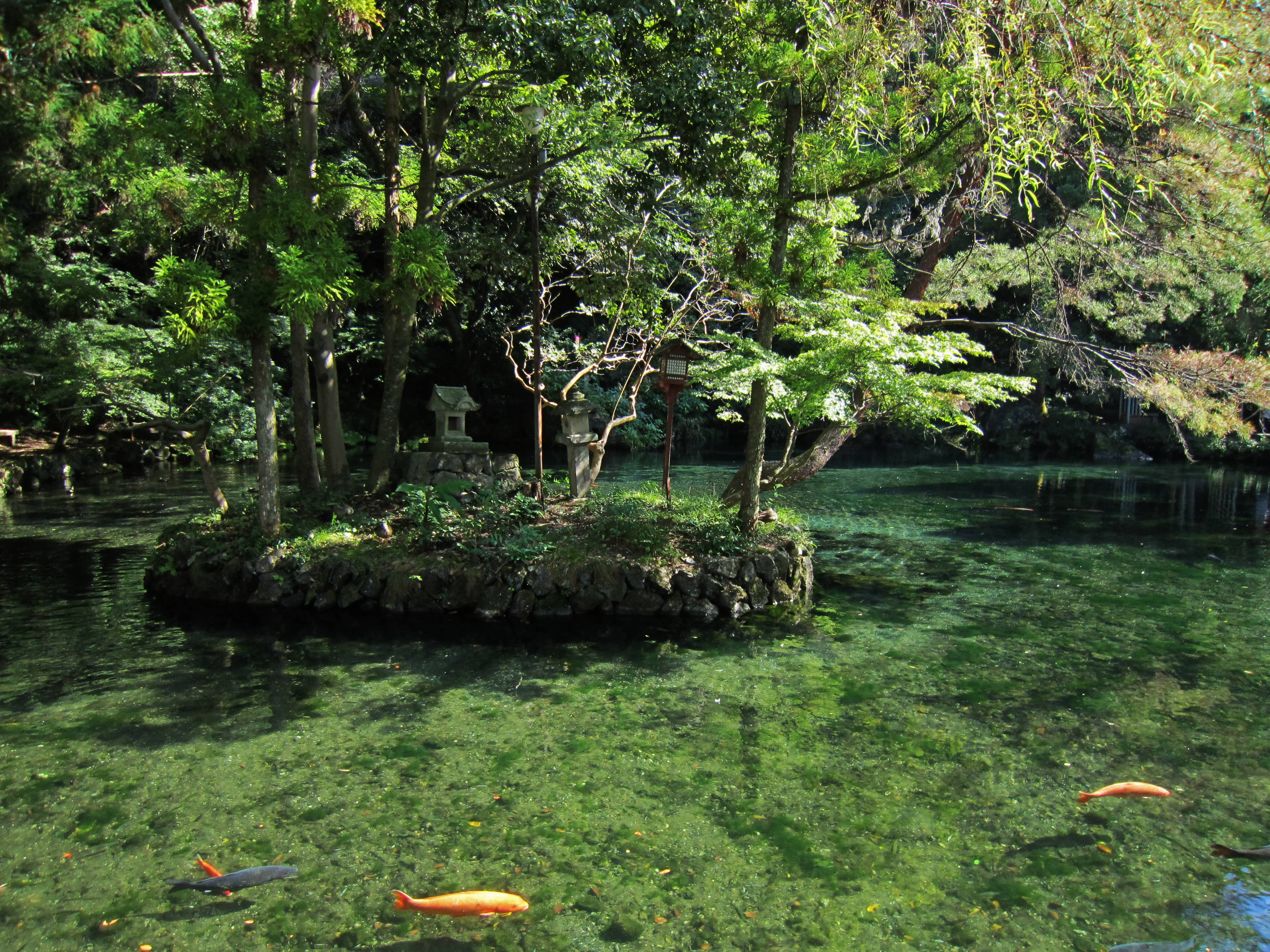
池と祠
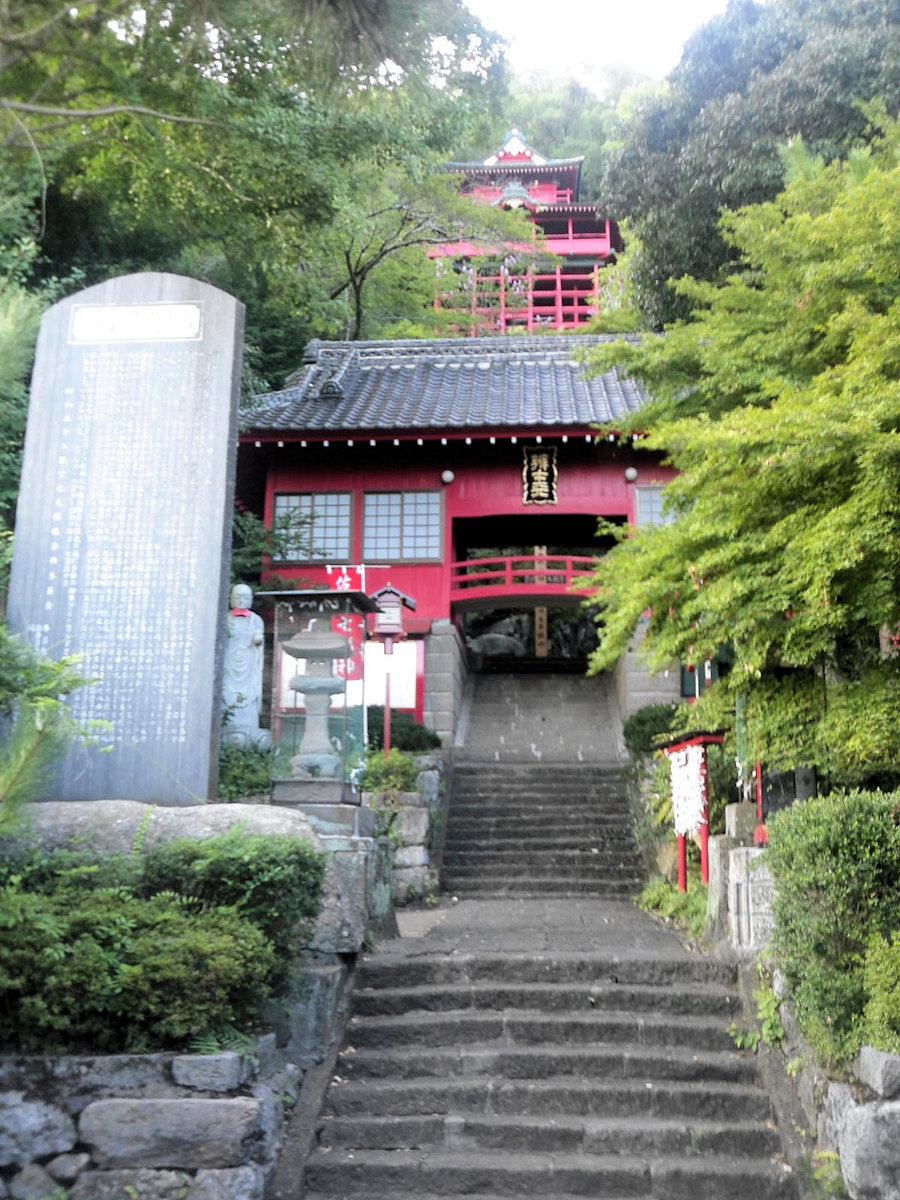
磯山弁財天

## アクセス
- 両毛線佐野駅下車⇒タクシー30分
- 国道293号